# Plage de Sant Sebastià
La plage de Sant Sebastià est une plage du quartier de la Barceloneta dans la Ciutat Vella de Barcelone. Plage située la plus à l'ouest de la ville, elle est mitoyenne avec la célèbre plage de la Barceloneta. C'est également la plus ancienne, étant donné qu'à proximité sont situés les sièges de clubs sportifs de grande importance dans la ville de par leurs activités liées à la mer. Elle est l'une des plages les plus grandes de Barcelone avec une longueur de 660 mètres.
Elle est aussi une des plages les plus fréquentées car reliée avec une station de métro assez proche, la gare de Barceloneta, ainsi que nombreux arrêts de bus.
En août 2019 a été localisée dans la mer une bombe datant de la guerre civile, de 70 kilos d'explosifs, qui a obligé à un périmètre de sécurité de 250 mètres.

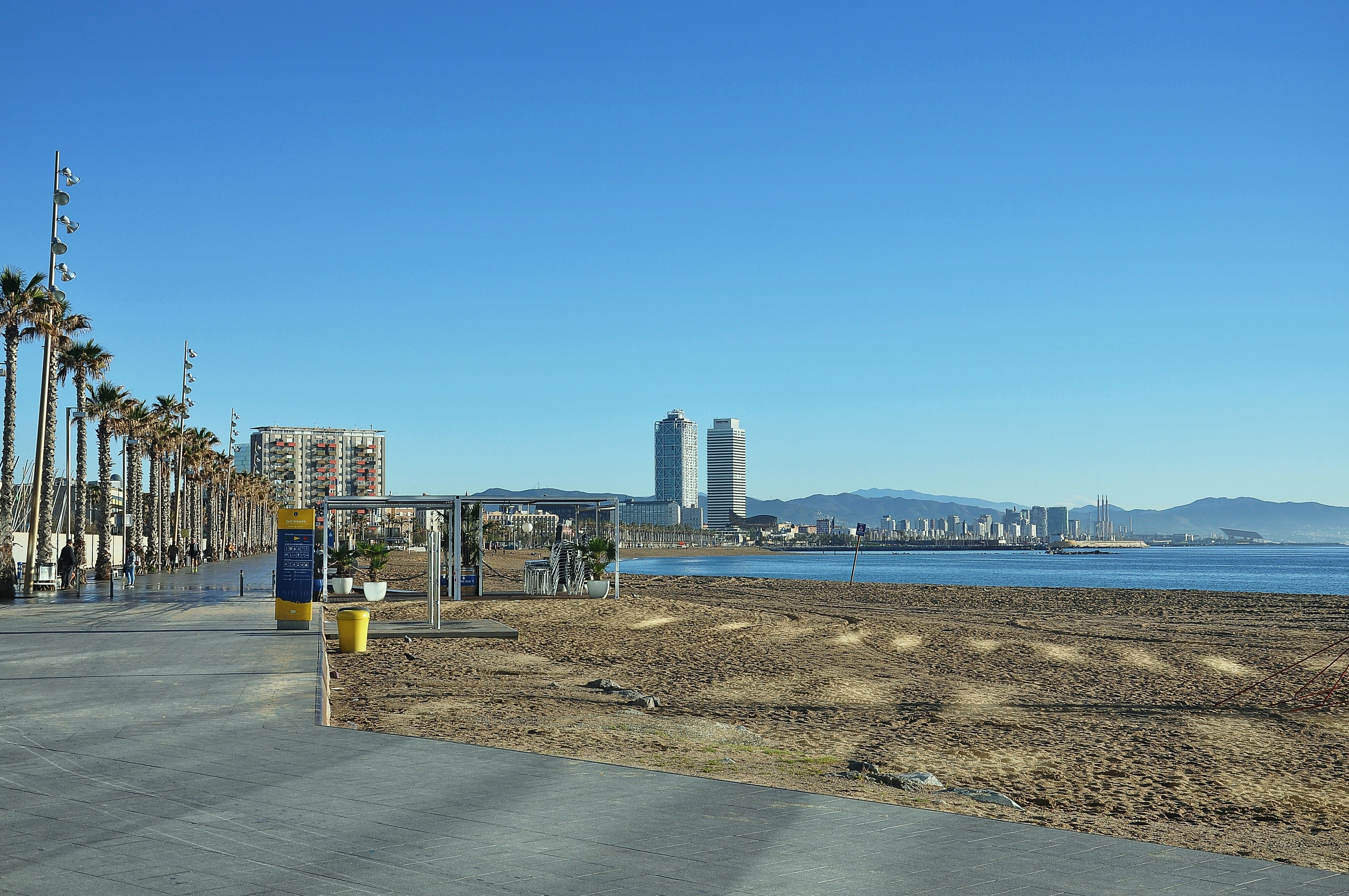
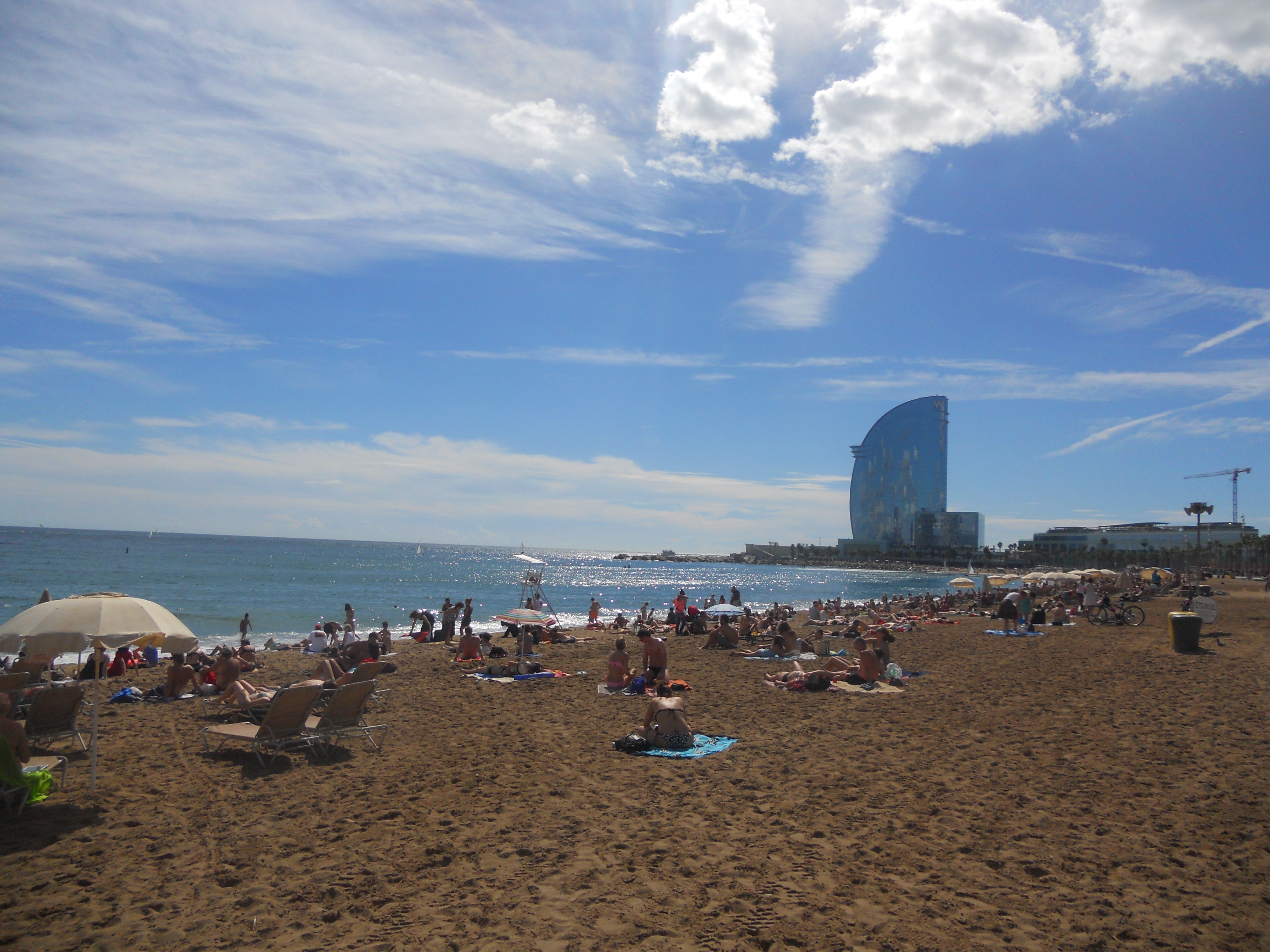
Plages de Barcelone

## Source de traduction
- (es) Cet article est partiellement ou en totalité issu de l’article de Wikipédia en espagnol intitulé « Playa de San Sebastián » (voir la liste des auteurs).